# Linea Kishin
La linea Kishin (姫新線?, Kishin-sen) è una ferrovia di interesse locale a scartamento ridotto che collega le città di Himeji e Niimi, la prima nella prefettura di Hyōgo e la seconda nella prefettura di Okayama, in Giappone. La ferrovia è gestita dalla West Japan Railway Company (JR West).

## Servizi
La linea, interamente a binario singolo e non elettrificata, è divisa nelle sue operazioni in tre sezioni:
- Himeji - Sayō
- Sayō - Tsuyama
- Tsuyama - Niimi

Il traffico è per lo più adattato alle esigenze del pendolarismo scolastico, e quindi in alcune fasce orarie di metà mattinata non circolano treni per quasi 3 ore.

## Stazioni
| Stazione          | Giapponese | Distanza | Rapido | Rapido | Collegamenti | Posizione               | Posizione |
| ----------------- | ---------- | -------- | ------ | ------ | --- | ----------------------- | --------- |
| Himeji            | 姫路       | 0.0      |        |        | Sanyō Shinkansen Linea principale Sanyō (Linea JR Kōbe) Linea Bantan Linea Sanyō principale (Stazione di Sanyō Himeji) | Himeji                  | Hyōgo     |
| Harima-Takaoka    | 播磨高岡   | 3.8      |        |        | | Himeji                  | Hyōgo     |
| Yobe              | 余部       | 6.1      |        |        | | Himeji                  | Hyōgo     |
| Ōichi             | 太市       | 9.9      |        |        | | Himeji                  | Hyōgo     |
| Hon-Tatsuno       | 本竜野     | 14.9     |        |        | | Tatsuno                 | Hyōgo     |
| Higashi-Hashisaki | 東觜崎     | 17.8     |        |        | | Tatsuno                 | Hyōgo     |
| Harima-Shingū     | 播磨新宮   | 22.1     |        |        | | Tatsuno                 | Hyōgo     |
| Sembon            | 千本       | 27.6     |        |        | | Tatsuno                 | Hyōgo     |
| Nishi-Kurisu      | 西栗栖     | 31.2     |        |        | | Tatsuno                 | Hyōgo     |
| Mikazuki          | 三日月     | 36.6     |        |        | | Sayō, distretto di Sayō | Hyōgo     |
| Harima-Tokusa     | 播磨徳久   | 42.5     |        |        | | Sayō, distretto di Sayō | Hyōgo     |
| Sayo              | 佐用       | 45.9     | ●      |        | Linea Chizu Express | Sayō, distretto di Sayō | Hyōgo     |
| Kōzuki            | 上月       | 50.9     | ●      |        | | Sayō, distretto di Sayō | Hyōgo     |
| Mimasaka-Doi      | 美作土居   | 57.6     | ◎      |        | | Mimasaka                | Okayama   |
| Mimasaka-Emi      | 美作江見   | 63.0     | ●      |        | | Mimasaka                | Okayama   |
| Narahara          | 楢原       | 66.4     | ◎      |        | | Mimasaka                | Okayama   |
| Hayashino         | 林野       | 70.4     | ●      |        | | Mimasaka                | Okayama   |
| Katsumada         | 勝間田     | 74.3     | ●      |        | | Shōō Katsuta            | Okayama   |
| Nishi-Katsumada   | 西勝間田   | 77.3     | ◎      |        | | Shōō Katsuta            | Okayama   |
| Mimasaka-Ōsaki    | 美作大崎   | 79.3     | ◎      |        | | Tsuyama                 | Okayama   |
| Higashi-Tsuyama   | 東津山     | 83.7     | ●      |        | Linea Inbi | Tsuyama                 | Okayama   |
| Tsuyama           | 津山       | 86.3     | ●      | ●      | Linea Tsuyama | Tsuyama                 | Okayama   |
| Innoshō           | 院庄       | 90.8     |        | ◎      | | Tsuyama                 | Okayama   |
| Mimasaka-Sendai   | 美作千代   | 95.6     |        | ●      | | Tsuyama                 | Okayama   |
| Tsuboi            | 坪井       | 98.3     |        | ●      | | Tsuyama                 | Okayama   |
| Mimasaka-Oiwake   | 美作追分   | 103.9    |        | ｜     | | Maniwa                  | Okayama   |
| Mimasaka-Ochiai   | 美作落合   | 110.9    |        | ●      | | Maniwa                  | Okayama   |
| Komi              | 古見       | 114.6    |        | ◎      | | Maniwa                  | Okayama   |
| Kuse              | 久世       | 118.9    |        | ●      | | Maniwa                  | Okayama   |
| Chūgoku-Katsuyama | 中国勝山   | 123.8    |        | ●      | | Maniwa                  | Okayama   |
| Tsukida           | 月田       | 128.6    |        | ●      | | Maniwa                  | Okayama   |
| Tomihara          | 富原       | 134.7    |        | ◎      | | Maniwa                  | Okayama   |
| Osakabe           | 刑部       | 141.2    |        | ●      | | Niimi                   | Okayama   |
| Tajibe            | 丹治部     | 145.0    |        | ◎      | | Niimi                   | Okayama   |
| Iwayama           | 岩山       | 149.8    |        | ◎      | | Niimi                   | Okayama   |
| Niimi             | 新見       | 158.1    |        | ●      | Linea Hakubi Linea Geibi                                                                                               | Niimi                   | Okayama   |